# Michael Wilks
Michael Wilks (* um 1950) ist ein ehemaliger englischer Badmintonspieler. 

## Karriere
Michael Wilks gewann 1973 und 1974 die Welsh International, 1976 die Irish Open und die Portugal International, 1977 die Czechoslovakian International sowie 1980 die Worcestershire Championships. 1978 wurde er nationaler Vizemeister in England, 1974 und 1976 gewann er dort Bronze. 